# 加扎勒河區
加扎勒河區（阿拉伯语：‎）是乍得的一個大區，位於該國西部。因南部加扎勒乾河得名。
首府穆索羅。2008年自加奈姆區分出。下分二省。